# 백사마을
백사마을(중계동 104번지)은 노원구 중계동 불암산자락에 위치한 서울 마지막 달동네이다. 중계동 104번지에 위치하였으며 현재 백사마을은 재개발이 검토 중이다. 이곳을 거주하던 사람은 많으나 모두 다 이사하여 거주하고 있는 사람들이 얼마 되지 않는다.

## 방송
지난 2011년 1월 30일 다큐멘터리 3일이 이곳을 배경으로 촬영했었다. 또, 다른 독립영화도 이곳에서 일부 촬영되었다.

## 육여사 국수
당시 104번지에서는 정부에서 밀가루 국수를 해서 나눠줬는데, 이를 두고 주민들이 '육여사국수'라고 이름을 붙였다. 당시가 박정희 대통령 시절이라 육영수 여사의 성을 딴 것이다.

## 같이 보기
- 다큐멘터리 3일